# NGC 60
NGC 60 (również PGC 1058 lub UGC 150) – galaktyka spiralna (Sc), znajdująca się w gwiazdozbiorze Ryb. Odkrył ją Édouard Jean-Marie Stephan 2 listopada 1882 roku. Jest to galaktyka z aktywnym jądrem typu LINER.